# Liquidationsversicherung
Eine Liquidationsversicherung, auch Liquidationsdirektversicherung genannt, ist eine Versicherung, um unverfallbare Verpflichtungen aus betrieblicher Altersversorgung sowie laufende Versorgungsleistungen mit schuldbefreiender Wirkung abzulösen (sogenannter Strukturwandel). Es handelt sich dabei um einen Wechsel des Durchführungsweges mit dem Ziel, eine rechtliche wie wirtschaftliche Enthaftung des betroffenen Unternehmens zu bewirken. 
Voraussetzung für die Übernahme einer Versorgungsanwartschaft beziehungsweise -leistung ist, dass das aus der Versorgungszusage verpflichtete Unternehmen seine Betriebstätigkeit einstellt und liquidiert wird, was mittels Handelsregisterauszugs nachgewiesen wird. Der Liquidator muss alle Verbindlichkeiten regeln, auch die Ansprüche der Arbeitnehmer auf Betriebsrenten.
Die Einmalbeiträge zur Liquidationsversicherung sind als Betriebsausgabe abzugsfähig, Rückstellungen in der Bilanz sind gewinnerhöhend aufzulösen. 